# Carl Lowisin
Carl Lowisin, född 21 juni 1846 på Edeby i Björkviks socken, Södermanlands län, död 22 november 1910 i Stockholm, var en svensk friherre och militär.
Lowisin blev underlöjtnant vid Södermanlands regemente 1866, löjtnant i armén och generalstabsofficer 1871, löjtnant vid regementet 1873 och vid Generalstaben samma år, kapten vid Generalstaben 1878 och i regementet 1882, var stabschef vid andra militärdistriktet 1885–1888, blev major vid Generalstaben 1888, överstelöjtnant i Generalstaben och avdelningschef för Generalstabens topografiska avdelning 1892, överstelöjtnant vid Generalstaben 1893, överste i armén 1895 och var överste i Generalstabens reserv 1903–1910. Han invaldes som ledamot av Krigsvetenskapsakademien 1891. Lowisin blev riddare av Svärdsorden 1887, kommendör av andra klassen av samma orden 1898 och kommendör av första klassen 1902.